# Clavicoccus tribulus
Clavicoccus tribulus är en insektsart som beskrevs av Ferris in Zimmerman 1948. Clavicoccus tribulus ingår i släktet Clavicoccus och familjen ullsköldlöss. Inga underarter finns listade i Catalogue of Life.